# Comunità montana Oltrepò Pavese
La Comunità montana dell'Oltrepò Pavese  si trova in provincia di Pavia, in Lombardia.
Si estende nella fascia montana e nell'alta collina dell'Oltrepò, comprendendo la valle Staffora, la parte alta della val Tidone e la parte alta della Valle del Coppa e una piccola porzione in val Trebbia.
La comunità è costituita da 18 comuni: Bagnaria, Borgo Priolo, Borgoratto Mormorolo, Brallo di Pregola, Cecima, Colli Verdi, Fortunago, Godiasco Salice Terme, Menconico, Montalto Pavese, Montesegale, Ponte Nizza, Rocca Susella, Romagnese, Santa Margherita di Staffora, Val di Nizza, Varzi, Zavattarello.
In precedenza i comuni erano 44, suddivisi in tre fasce:
- Fascia montana, comprendente 9 comuni: Bagnaria, Brallo di Pregola, Menconico, Romagnese, Val di Nizza, Valverde, Varzi, Volpara, Zavattarello.
- Fascia collinare, comprendente 7 comuni: Cecima, Fortunago, Godiasco Salice Terme, Montesegale, Ponte Nizza, Rocca Susella, Ruino.
- Fascia bassa, comprendente 28 comuni: Borgo Priolo, Borgoratto Mormorolo, Bosnasco, Calvignano, Canevino, Canneto Pavese, Castana, Codevilla, Corvino San Quirico, Golferenzo, Lirio, Montalto Pavese, Montecalvo Versiggia, Montescano, Montù Beccaria, Mornico Losana, Oliva Gessi, Pietra de' Giorgi, Redavalle, Retorbido, Rocca de' Giorgi, Rovescala, San Damiano al Colle, Santa Maria della Versa, Torrazza Coste, Torricella Verzate, Zenevredo.

L'area è stata ridotta ai 18 comuni sopra elencati per effetto della legge regionale 19/2008 concernente il riordino delle comunità montane in Lombardia, con effetto dal 6 giugno 2009.
La comunità montana, in aderenza ai princìpi dello statuto regionale della Lombardia, che riconosce la specificità del territorio montano, ha per fine essenziale la tutela, la valorizzazione e lo sviluppo delle zone che la costituiscono e la promozione dell’esercizio associato delle funzioni comunali.
1. La comunità montana si prefigge gli scopi indicati nelle leggi istitutive e, in particolare:
  - Costituisce punto di coordinamento e di supporto, per l’esercizio di una pluralità di funzioni e di servizi, all’attività amministrativa dei Comuni associati;
  - Promuove l’esercizio associato di funzioni e servizi comunali;
  - fornisce alla popolazione – riconoscendo il servizio che essa svolge a presidio del territorio – gli strumenti necessari a superare le condizioni di disagio che possono derivare dall’ambiente montano e a impedire lo spopolamento del territorio e i fenomeni di disgregazione sociale e familiare che ne conseguono;
  - predispone, attua e partecipa a programmi e iniziative intesi a difendere il suolo, a proteggere la natura, a dotare il territorio di infrastrutture, di servizi sociali, atti a consentire migliori condizioni di vita e a promuovere la crescita culturale e sociale della popolazione;
  - individua e incentiva le iniziative idonee alla valorizzazione delle risorse attuali e potenziali della zona, nell’intento di sostenere, sviluppare e ammodernare l’agricoltura del suo territorio;
  - opera nei settori artigianale, commerciale, turistico e industriale, per il superamento degli squilibri esistenti;
  - tutela il paesaggio, il patrimonio storico, artistico e culturale, ivi comprese le espressioni di cultura locale e tradizionale, promuovendo anche il censimento del patrimonio edilizio dei nuclei di più antica formazione, favorisce inoltre l'istruzione e lo sviluppo culturale della popolazione;
  - promuove iniziative di protezione civile in accordo con i comuni;
  - promuove, attraverso le forme più appropriate, lo studio, la conoscenza, l’approfondimento delle problematiche generali e specifiche del territorio ed elabora idee, proposte, linee di soluzione.